# Język toba
Język toba, także: chaco sur, namqom, qom, toba qom, toba sur – język należący do rodziny języków guaicurú, używany w Argentynie przez ok. 40 tys. ludzi (2007).